# Guglielmo di Prussia (1906)
Principe Guglielmo di Prussia (nome completo Wilhelm Friedrich Franz Joseph Christian Olaf Prinz von Preußen; Potsdam, 4 luglio 1906 – Nivelles, 26 maggio 1940) era il primogenito e il maggiore dei figli maschi del principe ereditario Guglielmo e della duchessa Cecilia di Meclemburgo-Schwerin. Alla nascita, era secondo nella linea al trono tedesco, e ci si aspettava che un giorno sarebbe salito al trono dopo il nonno Guglielmo II di Germania e il padre, che gli sopravvissero entrambi.

## Infanzia

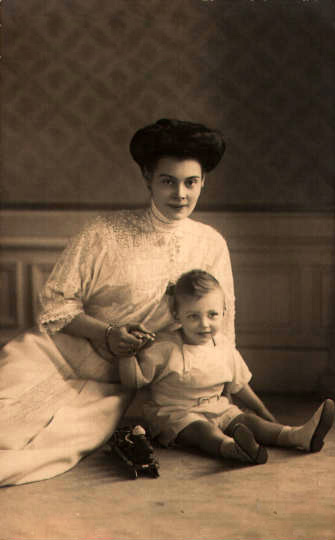
Il principe Guglielmo con sua madre, la principessa ereditaria Cecilia, nel 1908

Guglielmo nacque il 4 luglio 1906 nella residenza estiva privata della famiglia Hohenzollern, il Marmorpalais, vicino a Potsdam, dove i suoi genitori risiedevano in attesa del completamento della propria casa, Palazzo Cecilienhof. Suo padre era il principe ereditario Guglielmo di Prussia, maggiore dei figli maschi ed erede dell'imperatore tedesco Guglielmo II; sua madre era la duchessa Cecilia di Meclemburgo-Schwerin, figlia di Federico Francesco III, granduca di Meclemburgo-Schwerin. L'imperatore Francesco Giuseppe d'Austria fu uno dei padrini del principe.
La scelta di una tata per Guglielmo e per suo fratello minore, Luigi Ferdinando (nato nel 1907), provocò notevole disagio all'interno della famiglia.
Al suo decimo compleanno, nel 1916, Guglielmo fu creato tenente del 1º Reggimento delle Guardie e gli fu conferito da suo nonno l'Ordine dell'Aquila nera. Due anni dopo, quando aveva appena dodici anni, la monarchia tedesca fu abolita. Guglielmo e la sua famiglia rimasero in Germania, anche se suo nonno, l'ex imperatore, andò in esilio nei Paesi Bassi. L'ex principe ereditario e la sua famiglia rimasero a Potsdam, dove Guglielmo e i suoi fratelli minori frequentarono il locale ginnasio.

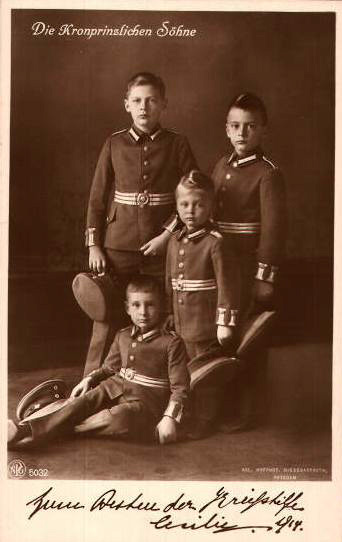
Il principe Guglielmo nel 1914, con i fratelli minori, Luigi Ferdinando, Uberto e Federico di Prussia (1911-1966). I bambini indossano l'uniforme dell'esercito prussiano.

Dopo essersi diplomato alla scuola secondaria, Guglielmo studiò nelle università di Königsberg, Monaco di Baviera e Bonn. Nel 1926, mentre era studente all'università di Bonn, Guglielmo aderì al Borussia Corps, un'organizzazione studentesca di cui suo padre, il nonno, e altri membri della famiglia reale prussiana erano stati membri.

## Matrimonio e figli
Quando studiava a Bonn, Guglielmo si innamorò di una compagna di studi, Dorothea von Salviati (10 settembre 1907 - 7 maggio 1972). Suo nonno non approvava il matrimonio di un membro della nobiltà minore con il secondo in linea di successione al trono tedesco. All'epoca, l'ex Kaiser credeva ancora nella possibilità di una restaurazione degli Hohenzollern, e non avrebbe permesso a suo nipote di contrarre un matrimonio ineguale. Guglielmo disse a suo nipote: "Ricorda che c'è ogni possibile forma di cavallo. Noi siamo cavalli di razza; tuttavia, quando concludiamo un matrimonio come quello con la signorina von Salviati, produciamo bastardi, e non possiamo permettere che ciò accada."
Tuttavia, Guglielmo era determinato a sposare Dorothea. Nel 1933 rinunciò a qualsiasi diritto alla successione per sé e per i suoi futuri figli. Guglielmo e Dorothea si sposarono il 3 giugno 1933 a Bonn. Ebbero due figlie femmine. Nel 1938 il matrimonio fu riconosciuto dinastico da Guglielmo II e a Dorothea e alle sue figlie furono dati il titolo e il trattamento di Altezze Reali e di Principesse di Prussia.
- Principessa Felicitas di Prussia, (7 giugno 1934 – 1º agosto 2009),[10] era quinta nella linea dei bambini primogeniti che iniziò con la primogenita della regina Vittoria, Vittoria, principessa reale. Questa linea è continuata con la figlia maggiore della stessa Felicitas, Friederike von der Osten, e sua figlia, Felicitas von Reiche.
- Principessa Christa di Prussia, nata il 31 ottobre 1936 a Schloß Klein-Obisch, presso Glogau.

## Servizio militare
Durante la Repubblica di Weimar, Guglielmo involontariamente provocò uno scandalo pubblico, frequentando le manovre dell'esercito nell'uniforme della vecchia guardia imperiale senza chiedere l'approvazione del governo. Il comandante del Reichswehr, Hans von Seeckt, come conseguenza, fu costretto a dimettersi.
Al principio della seconda guerra mondiale, Guglielmo fu fra i principi delle ex monarchie tedesche che si arruolarono per servire nella Wehrmacht, le forze armate della Germania.

## Morte e reazione
Nel maggio 1940, Guglielmo prese parte all'invasione della Francia. Fu ferito durante i combattimenti a Valenciennes e morì in un ospedale da campo a Nivelles il 26 maggio 1940. Il suo funerale si tenne presso la Chiesa della Pace e fu sepolto nel mausoleo di famiglia degli Hohenzollern nell'Antikentempel, al Parco di Sanssouci. Il funerale attirò oltre 50 000 persone in lutto.
La sua morte e la conseguente simpatia dell'opinione pubblica tedesca verso un membro della ex casa reale tedesca infastidirono notevolmente Adolf Hitler, che cominciò a vedere gli Hohenzollern come una minaccia al suo potere. Poco dopo la morte di Guglielmo, un decreto noto come il Prinzenerlass, fu emanato, negando a tutti i membri delle ex case regnanti tedesche la possibilità di prestare servizio militare.

## Ascendenza
|                                                                |                                               |                                                             | Genitori                                                |  |  | Nonni |  |  | Bisnonni                 |  |  | Trisnonni               |  |
|                                                                |                                               |                                                             |                                                         |  |  |       |  |  | Federico III di Germania |  |  | Guglielmo I di Germania |  |
|                                                                |                                               |                                                             |                                                         |  |  |       |  |  | Federico III di Germania |  |  | Guglielmo I di Germania |  |
|                                                                |                                               | Augusta di Sassonia-Weimar-Eisenach                         |                                                         |  |  |       |  |  | Federico III di Germania |  |  |                         |  |
| Guglielmo II di Germania                                       |                                               |                                                             |                                                         |  |  |       |  |  | Federico III di Germania |  |  |                         |  |
|                                                                |                                               | Vittoria di Sassonia-Coburgo-Gotha                          | Alberto di Sassonia-Coburgo-Gotha                       |  |  |       |  |  |                          |  |  |                         |  |
|                                                                |                                               | Vittoria di Sassonia-Coburgo-Gotha                          | Alberto di Sassonia-Coburgo-Gotha                       |  |  |       |  |  |                          |  |  |                         |  |
|                                                                |                                               | Vittoria di Sassonia-Coburgo-Gotha                          | Vittoria del Regno Unito                                |  |  |       |  |  |                          |  |  |                         |  |
| Guglielmo di Prussia                                           |                                               | Vittoria di Sassonia-Coburgo-Gotha                          |                                                         |  |  |       |  |  |                          |  |  |                         |  |
|                                                                |                                               | Federico VIII di Schleswig-Holstein-Sonderburg-Augustenburg | Cristiano di Schleswig-Holstein-Sonderburg-Augustenburg |  |  |       |  |  |                          |  |  |                         |  |
|                                                                |                                               | Federico VIII di Schleswig-Holstein-Sonderburg-Augustenburg | Cristiano di Schleswig-Holstein-Sonderburg-Augustenburg |  |  |       |  |  |                          |  |  |                         |  |
|                                                                |                                               | Federico VIII di Schleswig-Holstein-Sonderburg-Augustenburg | Luisa Sofia di Danneskiold-Samsøe                       |  |  |       |  |  |                          |  |  |                         |  |
| Augusta Vittoria di Schleswig-Holstein-Sonderburg-Augustenburg |                                               | Federico VIII di Schleswig-Holstein-Sonderburg-Augustenburg |                                                         |  |  |       |  |  |                          |  |  |                         |  |
|                                                                |                                               | Adelaide di Hohenlohe-Langenburg                            | Ernesto I di Hohenlohe-Langenburg                       |  |  |       |  |  |                          |  |  |                         |  |
|                                                                |                                               | Adelaide di Hohenlohe-Langenburg                            | Ernesto I di Hohenlohe-Langenburg                       |  |  |       |  |  |                          |  |  |                         |  |
|                                                                |                                               | Adelaide di Hohenlohe-Langenburg                            | Fedora di Leiningen                                     |  |  |       |  |  |                          |  |  |                         |  |
| Guglielmo di Prussia                                           |                                               | Adelaide di Hohenlohe-Langenburg                            |                                                         |  |  |       |  |  |                          |  |  |                         |  |
|                                                                | Federico Francesco II di Meclemburgo-Schwerin | Paolo Federico di Meclemburgo-Schwerin                      |                                                         |  |  |       |  |  |                          |  |  |                         |  |
|                                                                | Federico Francesco II di Meclemburgo-Schwerin | Paolo Federico di Meclemburgo-Schwerin                      |                                                         |  |  |       |  |  |                          |  |  |                         |  |
|                                                                | Federico Francesco II di Meclemburgo-Schwerin | Alessandrina di Prussia                                     |                                                         |  |  |       |  |  |                          |  |  |                         |  |
| Federico Francesco III di Meclemburgo-Schwerin                 | Federico Francesco II di Meclemburgo-Schwerin |                                                             |                                                         |  |  |       |  |  |                          |  |  |                         |  |
|                                                                |                                               | Augusta di Reuss-Köstritz                                   | Enrico LXIII di Reuss-Köstritz                          |  |  |       |  |  |                          |  |  |                         |  |
|                                                                |                                               | Augusta di Reuss-Köstritz                                   | Enrico LXIII di Reuss-Köstritz                          |  |  |       |  |  |                          |  |  |                         |  |
|                                                                |                                               | Augusta di Reuss-Köstritz                                   | Eleonora di Stolberg-Wernigerode                        |  |  |       |  |  |                          |  |  |                         |  |
| Cecilia di Meclemburgo-Schwerin                                |                                               | Augusta di Reuss-Köstritz                                   |                                                         |  |  |       |  |  |                          |  |  |                         |  |
|                                                                |                                               | Michail Nikolaevič Romanov                                  | Nicola I di Russia                                      |  |  |       |  |  |                          |  |  |                         |  |
|                                                                |                                               | Michail Nikolaevič Romanov                                  | Nicola I di Russia                                      |  |  |       |  |  |                          |  |  |                         |  |
|                                                                |                                               | Michail Nikolaevič Romanov                                  | Carlotta di Prussia                                     |  |  |       |  |  |                          |  |  |                         |  |
| Anastasija Michajlovna Romanova                                |                                               | Michail Nikolaevič Romanov                                  |                                                         |  |  |       |  |  |                          |  |  |                         |  |
|                                                                |                                               | Cecilia di Baden                                            | Leopoldo di Baden                                       |  |  |       |  |  |                          |  |  |                         |  |
|                                                                |                                               | Cecilia di Baden                                            | Leopoldo di Baden                                       |  |  |       |  |  |                          |  |  |                         |  |
|                                                                |                                               | Cecilia di Baden                                            | Sofia Guglielmina di Svezia                             |  |  |       |  |  |                          |  |  |                         |  |
|                                                                |                                               | Cecilia di Baden                                            |                                                         |  |  |       |  |  |                          |  |  |                         |  |